# 杜亨
杜亨（1426年—？），字時泰，雲南大理府太和縣人，明朝政治人物。同進士出身。

## 生平
雲南鄉試第一名。天順四年（1460年）庚辰科會試第四十一名，殿試登進士第三甲第一百名。
曾祖父杜成昇。祖父杜賜。父亲杜英。